# لورانس جونسون (لاعب كرة قدم أمريكية)
لورانس جونسون (بالإنجليزية: Lawrence Johnson)‏ هو لاعب كرة قدم أمريكية أمريكي، ولد في 11 سبتمبر 1957 في غاري في الولايات المتحدة.

## وصلات خارجية
- لورانس جونسون على موقع مرجع كرة القدم المحترفة.كوم (الإنجليزية)